# Pfarrkirche Corpus Christi (Għasri)

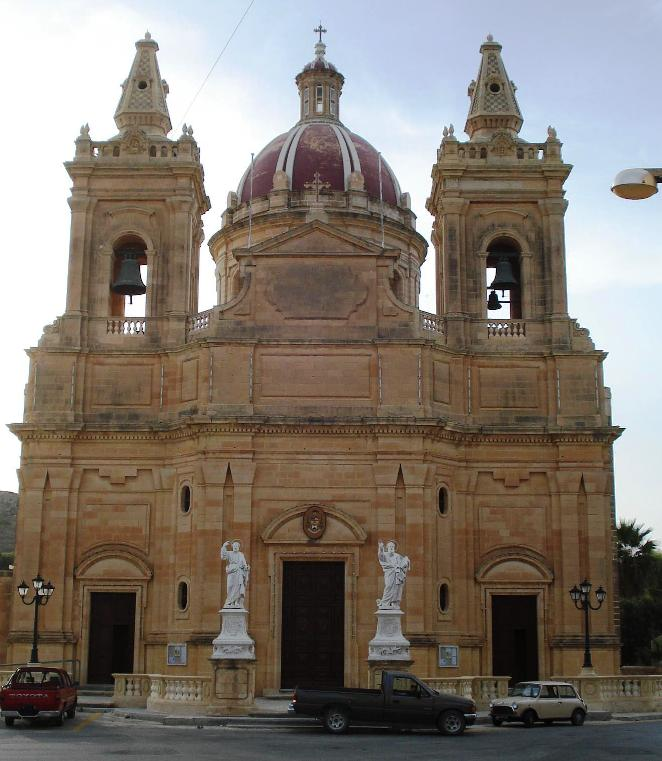
Die Pfarrkirche in Għasri

Die Kirche Christus der Erlöser (maltesisch Knisja Parrokkjali tas-Salvatur, englisch Parish Church of Corpus Christi) ist die römisch-katholische Pfarrkirche von Għasri auf der zu Malta gehörenden Insel Gozo. Sie ist unter dem Nummer 991 im National Inventory of the Cultural Property of the Maltese Islands aufgeführt.

## Geschichte
Die Kirche wurde von dem maltesischen Priester Dun Ġużepp Diacono entworfen. Der Grundstein wurde am 6. September 1903 gelegt. Anfangs war sie dem Leib Christi geweiht, ab dem 9. Januar 1916 Jesus Christus als Retter und Erlöser. Am 16. Dezember 1921 erhob Bischof Giovanni Maria Camilleri Għasri zur eigenen Pfarrei.

## Beschreibung
Da Kirchengebäude hat die Form eines lateinischen Kreuzes. Die neoklassizistische Fassade, die ohne figurativen Schmuck ist, teilt sich in drei vertikale Abschnitte. Im mittleren, leicht vorspringenden Fassadenabschnitt befindet sich der Haupteingang, der von zwei Pilastern flankiert und einem Bogen überspannt wird. Die Seiten des mittleren Abschnitts werden von zwei übereinander liegenden länglich ovalen Öffnungen durchbrochen. Die beiden anderen Fassadenabschnitte sind symmetrisch zueinander in derselben Weise wie der Mittelteil gegliedert. Um die Fassade zieht sich ein Fries, der alternierende Metopen zeigt. Der obere Teil der Fassade besteht aus einem großflächigen Gebälk mit zurückspringenden rechteckigen Verzierungen. Über dem Mitteleingang erhebt sich, getragen von zwei Ädikulä, ein Dreiecksgiebel, der wiederum von einem Kreuz überragt wird. Den oberen Abschluss bilden die beiden Glockentürme und eine Kuppel.